# Philippe de France (1316-1317)
Pour les articles homonymes, voir Philippe de France.
Titres
Héritier du trône de France
19 novembre 1316 – 24 février 1317
(3 mois et 5 jours)
Héritier du trône de Navarre
19 novembre 1316 – 24 février 1317
(3 mois et 5 jours)
Philippe de France, né le 24 juin 1316 à Paris et mort le 24 février 1317 dans cette même ville, est le fils du roi Philippe V le Long et de Jeanne II de Bourgogne.

## Biographie
Né le 24 juin 1316 à Paris, Philippe est le cinquième enfant et le seul fils de Philippe V le Long et de son épouse Jeanne II de Bourgogne. Dernier enfant du couple, il voit le jour après l'affaire de la tour de Nesle lors de laquelle sa mère a été accusée de complicité et emprisonnée brièvement. Au moment de sa naissance, son oncle paternel Louis X vient de mourir sans descendant mâle et son père, qui n'est alors que comte de Poitiers, se trouve à Lyon afin d'y organiser le conclave chargé d'élire le successeur du pape Clément V. 
Informé de la mort de son frère aîné et de la naissance tant attendue de son fils et héritier, Philippe, comte de Poitiers, retourne précipitamment vers la capitale afin d'y obtenir la régence le 16 juillet, en attendant l'accouchement de la veuve de Louis X, Clémence de Hongrie. Le nouveau régent des royaumes de France et de Navarre communique rapidement la nouvelle de la naissance de son fils : son beau-frère Édouard II d'Angleterre remet le 7 août la somme généreuse de 20 marcs d'argent au messager la lui annonçant.
L'importance dynastique de l'enfant est renforcée le 19 novembre suivant, lorsque son père est proclamé roi de France et de Navarre après la mort prématurée du fils de Louis X, Jean Ier le Posthume. Toutefois, le jeune Philippe meurt à Paris dès le 24 février 1317, quelques semaines seulement après le sacre de Philippe V le Long à Reims, et est inhumé dans l'église des Cordeliers de Paris. Sa mort prive son père d'héritier et contraint ce dernier à se réconcilier au mois de juin 1317 avec son turbulent frère, le futur Charles IV.